# Cladocroce incurvata
Cladocroce incurvata är en svampdjursart som beskrevs av Claude Lévi 1983. Cladocroce incurvata ingår i släktet Cladocroce och familjen Chalinidae.
Artens utbredningsområde är havet kring Nya Kaledonien. Inga underarter finns listade i Catalogue of Life.